# Yelcho
La Yelcho era una nave militare cilena, nota per aver partecipato al salvataggio degli uomini della spedizione Endurance naufraghi in Antartide. 
Nel 1916, durante la spedizione Endurance, Ernest Shackleton era naufragato in Antartide con tutti gli uomini dell'equipaggio. Rifugiatisi sull'isola Elephant (Shetland Meridionali), Shackleton decide di salpare a bordo della scialuppa James Caird alla volta della Georgia del Sud in cerca di aiuto. 
Arrivato a destinazione, dopo 1 300 chilometri di navigazione in mare aperto, Shackleton tenta più volte di organizzare una spedizione di soccorso, ma senza successo a causa della banchisa che rende difficoltosa la navigazione. Dopo tre tentativi infruttuosi effettuati con altrettante imbarcazioni, il governo cileno presta all'esploratore irlandese la Yelcho al comando di Luis Pardo. La nave, inadatta per un compito del genere in quanto a scafo singolo, priva di radio ed addirittura senza un sistema di riscaldamento adeguato riesce comunque a raggiungere l'isola Elephant ed a portare in salvo tutti i 22 uomini rimasti.